# Amarante, Piauí
Amarante là một đô thị thuộc bang Piauí, Brasil. Đô thị này có diện tích 1304,775 km², dân số năm 2007 là 16860 người, mật độ 12,92 người/km².